# 国際連合安全保障理事会決議227
国際連合安全保障理事会決議227（こくさいれんごうあんぜんほしょうりじかいけつぎ227、英: United Nations Security Council Resolution 227）は、1966年10月28日の秘密会合で採択された決議である。国際連合安全保障理事会による審議が終わるまでウ・タントの国際連合事務総長への任命を第21回総会の終わりまで延期することを国連総会に勧告した。